# Kulmakkajärvi
Kulmakkajärvi eller Kulmakkojärvi är en sjö i Finland. Den ligger i kommunen Kuusamo i landskapet Norra Österbotten, i den nordöstra delen av landet, 700 km norr om huvudstaden Helsingfors. Kulmakkajärvi ligger 253,9 meter över havet. Den är 21,7 meter djup. Arean är 57,3 hektar och strandlinjen är 5,8 kilometer lång. Sjön  ingår i Koundaälvens huvudavrinningsområde.   Den sträcker sig 1,2 kilometer i nord-sydlig riktning, och 1,2 kilometer i öst-västlig riktning.